# Závada (Humenné)
Závada (russinisch Завада/Zawada; ungarisch Hegyzávod – bis 1902 Zavada) ist eine Gemeinde in der Ostslowakei.
Sie liegt im Bergland Ondavská vrchovina am Oberlauf der Sitnička und wurde 1454 zum ersten Mal schriftlich erwähnt.
Der Ort entstand durch einen Lokator, der hier zwischen 1430 und 1454 walachische Siedler ansiedelte. Die Ansiedlung gehörte dann zur Herrschaft von Stropkov, 1600 gab es im Ort zehn Häuser und einen Schultheiß, 1715 nur mehr sechs Häuser und fünf Jahre später nur mehr fünf. Es kam jedoch zu einer Erholung der Bevölkerungszahl, 1828 gab es schon wieder 30 Häuser mit 230 Einwohnern.
Bis 1918 war die Gemeinde im Komitat Semplin ein Teil des Königreichs Ungarn, danach kam sie zur neu entstandenen Tschechoslowakei und ist seit 1993 ein Teil der nunmehrigen Slowakei.
Während der Kampfhandlungen um den Duklapass im Zweiten Weltkrieg hatte der Ort schwer zu leiden.
Sehenswert im Ort sind die orthodoxe Kirche aus dem 17. Jahrhundert sowie die griechisch-katholische Kirche, die am Beginn des 20. Jahrhunderts errichtet wurde.

## Bevölkerung
| Jahr                | 1994 | 2004     | 2014    | 2024    |
| ------------------- | ---- | -------- | ------- | ------- |
| Anzahl der Personen | 94   | 77       | 76      | 73      |
| Unterschied         |      | −18,08 % | −1,29 % | −3,94 % |

| Jahr                | 2023 | 2024    |
| ------------------- | ---- | ------- |
| Anzahl der Personen | 69   | 73      |
| Unterschied         |      | +5,79 % |